# Jean de Dunois

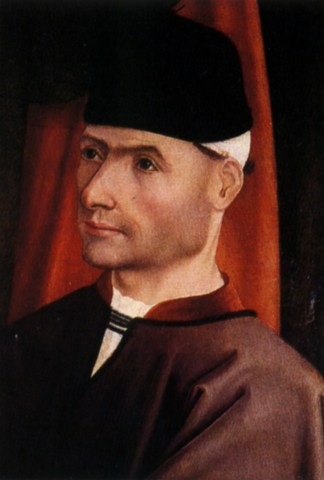
Jean von Orléans, Graf von Dunois und von Longueville

Johann von Orléans, Graf von Dunois oder Jean d’Orléans, comte de Dunois oder Jean de Duno (* 23. November 1402; † 24. November 1468 auf Schloss L’Haÿ) war ein Großkämmerer von Frankreich und Kampfgefährte der Jeanne d’Arc. Etwa 80 Jahre nach Bertrand du Guesclin war er einer der großen und erfolgreichen Heerführer in der Zeit des Hundertjährigen Krieges (1337–1453) auf französischer Seite.
Johann wird häufig Bastard von Orléans (le Bâtard d’Orléans) genannt, auch einfach Dunois, zum Beispiel in Schillers 'Die Jungfrau von Orleans', obwohl er den Titel Graf von Dunois erst 1439, also Jahre nach dem Tod Johannas, zugesprochen bekam. Ab 1443 war er auch Graf von Longueville.

## Leben

Wappen Jeans de Dunois (mit Bastardfaden)

Jean de Dunois war der außereheliche Sohn von Herzog Louis de Valois und seiner Geliebten Mariette d’Enghien, deren Lebensdaten nicht bekannt sind; er war somit illegitimer Cousin des späteren französischen Königs Karl VII. Er wurde in der Familie seines Vaters erzogen, in seinen ersten Lebensjahren von dessen Ehefrau, Valentina Visconti, Gräfin von Vertus – ein Vorgehen, das zu jener Zeit im Adel durchaus üblich war. Er war zunächst zum geistlichen Stand bestimmt, entlief aber als Jüngling seinen Lehrern und trat in die Dienste des Dauphins, des späteren Karl VII., der in der Folge des Vertrags von Troyes sein Königreich weitgehend verloren hatte und nach Bourges geflohen war. Seine erste Waffentat war ein Sieg über die in dieser Phase des Hundertjährigen Krieges stets erfolgreichen Engländer, die er 1427 vor Montargis zum Abzug zwang.

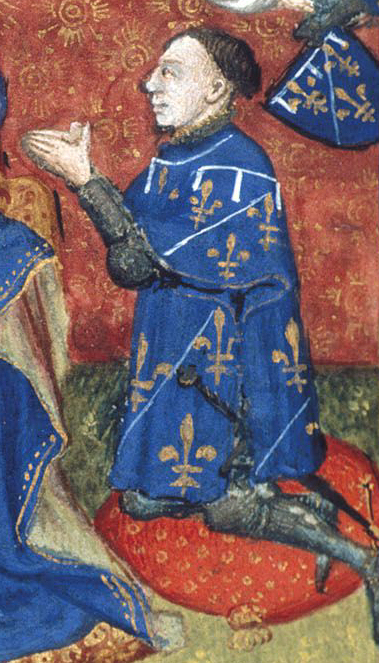
Jean d'Orléans, Ausschnitt aus einer Miniatur im Stundenbuch des Jean d'Orléans, gestaltet vom Meister von Dunois. Hier zieht sich der Bastardfaden auch über das Gewand.

Als die Engländer 1429 Orléans belagerten, stieß er mit einer Schar zu den Verteidigern und behauptete die Stadt, bis sie von Jeanne d’Arc entsetzt wurde. Jean de Dunois war ab ihrem Auftreten in Chinon (März 1429) ein treuer Waffengefährte der Jungfrau von Orléans und nahm an vielen ihrer militärischen Aktionen teil. Nach der Schlacht bei Patay am 18. Juni 1429 durchzog er die Gebiete der Engländer. Auch nach Jeannes Gefangennahme (23. Mai 1430 bei Compiègne) und Hinrichtung (30. Mai 1431 in Rouen) zeichnete er sich weiterhin im Kampf gegen die Engländer aus. 1433 nahm er Chartres, 1436 zog er in Paris ein und wurde mit der Grafschaft Dunois belehnt. 1442 vertrieb er den gefürchteten John Talbot, 1. Earl of Shrewsbury von Dieppe, wofür er mit der Grafschaft Longueville belehnt wurde. 1448 übernahm er den Befehl in der Normandie und entriss diese Provinz bis 1455 sowie Guyenne den Engländern. Ludwig XI. schickte ihn 1462 als Gouverneur nach Genua, das sich für Frankreich entschieden hatte. Kurze Zeit später beraubte der König Dunois aus Argwohn und Eifersucht aber wieder seiner Ämter.
Gegen Ende des Hundertjährigen Krieges, als die Gefahr durch die Engländer weitgehend gebannt war, nahm Jean im Jahr 1440 an dem Praguerie genannten Aufstand des französischen Adels teil sowie gegen Ende seines Lebens an der Ligue du Bien public, nachdem er von Ludwig XI. seiner Ämter enthoben worden war. Im Vertrag von Saint-Maur erhielt Jean de Dunois seine eingezogenen Güter wieder zurück.
Jean de Dunois starb am 24. November 1468 auf Schloss L’Haÿ. Er wurde in der Kirche Notre-Dame de Cléry bestattet.

## Titel
- Großkämmerer von Frankreich (1403–1468) – im Alter von einem Jahr!
- Herr von Valbonais (ab 1421)
- Graf von Mortain (1424–1439)
- Graf von Dunois (1439–1468)
- Graf von Longueville (1443–1468)

## Ehen und Nachkommen
Er heiratete im April 1422 in Bourges Marie Louvet († 1426), Tochter des Ministers Jean Louvet. Nachkommen aus dieser Ehe sind nicht bekannt.
Seine zweite Ehe schloss er am 26. Oktober 1439 mit Marie d’Harcourt († 1464), Dame de Parthenay, mit der er zwei Kinder hatte:
- François I. d’Orléans-Longueville (1447–1491), Graf von Dunois, Tancarville, Longueville und Montgommery, Baron von Varenguebec, Vizegraf von Melun, Großkämmerer von Frankreich, Statthalter der Normandie und der Dauphiné, Connétable und Kämmerer der Normandie, ⚭ 2. Juli 1466 Agnes von Savoyen (1445–1508)
- Catherine d’Orléans (1449–1501) ⚭ 14. Mai 1468 Jean VII. de Sarrebruck-Commercy (um 1430–1492), Graf von Roucy (Maison de Broyes)